# Llista de monuments de l'Alacantí
Llista de monuments de l'Alacantí inscrits en l'Inventari General del Patrimoni Cultural Valencià per la comarca de l'Alacantí.
S'inclouen els monuments declarats com a Béns d'Interés Cultural (BIC), classificats com a béns immobles sota la categoria de monuments (realitzacions arquitectòniques o d'enginyeria, i obres d'escultura colossal), i els monuments declarats com a Béns immobles de rellevància local (BRL). Estan inscrits en l'Inventari General del Patrimoni Cultural Valencià, en les seccions 1a i 2a respectivament.

## Agost
| Monument                                 | Prot.? | Estil/època                                          | Localització              | Coordenades                                           | Codi?         | Imatge |
| ---------------------------------------- | ------ | ---------------------------------------------------- | ------------------------- | ----------------------------------------------------- | ------------- | --- |
| Castell d'Agost                          | BIC    |                                                      | Agost Turó prop del poble | 38° 26′ 25″ N, 0° 38′ 18″ O / 38.440357°N,0.638446°O  | 03.32.002-001 | Castell d'Agost · Vegeu més fotos d'aquest monument · Carregueu una nova foto d'aquest monument                                  |
| Castell de la Murta                      | BIC    |                                                      | Agost Paratge de la Murta | 38° 25′ 53″ N, 0° 36′ 17″ O / 38.431419°N,0.604594°O  | 03.32.002-002 | Carregueu una nova foto d'aquest monument                                                                                        |
| Ermita de Santa Justa i Rufina           | BRL    | S.XIX (1821)                                         | Agost C. Cantereries, 44  | 38° 26′ 28″ N, 0° 38′ 18″ O / 38.441129°N,0.6383389°O | 03.32.002-003 | Carregueu una nova foto d'aquest monument                                                                                        |
| Església parroquial de Sant Pere Apòstol | BRL    | Barroc S.XVI-XVII primitiva església; S.XVIII actual | Agost Pl. Constitució, 6  | 38° 26′ 22″ N, 0° 38′ 21″ O / 38.439557°N,0.639031°O  | 03.32.002-005 | Església parroquial de Sant Pere Apòstol (Agost) · Vegeu més fotos d'aquest monument · Carregueu una nova foto d'aquest monument |

## Aigües
| Monument                             | Prot.? | Estil/època           | Localització       | Coordenades                                          | Codi?         | Imatge                                    |
| ------------------------------------ | ------ | --------------------- | ------------------ | ---------------------------------------------------- | ------------- | ----------------------------------------- |
| Castell d'Aigües                     | BIC    | Arquitectura medieval | Aigües Cabeço d'Or | 38° 29′ 56″ N, 0° 21′ 45″ O / 38.499°N,0.36237°O     | 03.32.004-001 | Carregueu una nova foto d'aquest monument |
| Església parroquial de Sant Francesc | BRL    |                       | Aigües             | 38° 30′ 01″ N, 0° 21′ 48″ O / 38.500362°N,0.363354°O | 03.32.004-003 | Carregueu una nova foto d'aquest monument |

## Alacant
| Monument                                                                                | Prot.?        | Estil/època | Localització                                                     | Coordenades                                            | Codi?         | Imatge |
| --------------------------------------------------------------------------------------- | ------------- | --- | ---------------------------------------------------------------- | ------------------------------------------------------ | ------------- | --- |
| Palau Gravina, o Palau del Comte de Lumiares, seu del MUBAG                             | BIC           | S.XVIII | Alacant C. Gravina, 15                                           | 38° 20′ 44″ N, 0° 28′ 46″ O / 38.345468°N,0.479536°O   | RI-51-0004185 | Palau Gravina (Alacant) · Vegeu més fotos d'aquest monument · Carregueu una nova foto d'aquest monument                                                             |
| Casa de l'Ajuntament, o Palau Municipal                                                 | BIC           | Barroc S. XVIII (1700-1780) | Alacant Pl. Ajuntament i pl. Santíssima Faç                      | 38° 20′ 43″ N, 0° 28′ 52″ O / 38.345149°N,0.481249°O   | RI-51-0001294 | Casa de l'Ajuntament (Alacant) · Vegeu més fotos d'aquest monument · Carregueu una nova foto d'aquest monument                                                      |
| Castell de Sant Ferran                                                                  | BIC           | S.XIX (1808-1810); 1812 rampa | Alacant El Tossal                                                | 38° 21′ 07″ N, 0° 29′ 28″ O / 38.352053°N,0.491036°O   | RI-51-0010624 | Castell de Sant Ferran (Alacant) · Vegeu més fotos d'aquest monument · Carregueu una nova foto d'aquest monument                                                    |
| Castell de Santa Bàrbera                                                                | BIC           | S.IX alcassaba; S.XIII-XIV fortalesa cristiana; S.XVI (1562-1580) fortificació abaluardada                                                                                   | Alacant Benacantil                                               | 38° 20′ 56″ N, 0° 28′ 41″ O / 38.349°N,0.478°O         | RI-51-0001293 | Castell de Santa Bàrbera (Alacant) · Vegeu més fotos d'aquest monument · Carregueu una nova foto d'aquest monument                                                  |
| Cocatedral de Sant Nicolau de Bari                                                      | BIC           | Renaixement, barroc S.XVI (1616-1660); S.XVIII (1720-1730) capella Comunió                                                                                                   | Alacant Pl. Abat Penalva                                         | 38° 20′ 43″ N, 0° 28′ 58″ O / 38.345365°N,0.482779°O   | RI-51-0003945 | Cocatedral de Sant Nicolau de Bari (Alacant) · Vegeu més fotos d'aquest monument · Carregueu una nova foto d'aquest monument                                        |
| Església parroquial de Santa Maria                                                      | BIC           | Gòtic, barroc S.XV (1471-1480) construcció; S.XVI capella Immaculada, S.XVIII (1713) torre, (1721-1730) façana i portades laterals; S.XVIII capella Comunió i sala capitular | Alacant Pl. Santa Maria                                          | 38° 20′ 46″ N, 0° 28′ 46″ O / 38.346167°N,0.479306°O   | RI-51-0004789 | Església parroquial de Santa Maria (Alacant) · Vegeu més fotos d'aquest monument · Carregueu una nova foto d'aquest monument                                        |
| Muralla ibèrica del Tossal de les Basses                                                | BIC           | | Alacant Turó de les Basses                                       | 38° 21′ 54″ N, 0° 26′ 44″ O / 38.36488°N,0.445506°O    | RI-51-0009159 | Carregueu una nova foto d'aquest monument |
| Muralla medieval del carrer Major                                                       | BIC           | S.XV | Alacant C. Major                                                 | 38° 20′ 44″ N, 0° 28′ 51″ O / 38.345619°N,0.480835°O   | RI-51-0009269 | Muralla medieval del carrer Major (Alacant) · Vegeu més fotos d'aquest monument · Carregueu una nova foto d'aquest monument                                         |
| Muralla situada al passeig de Ramiro                                                    | BIC           | S.XVI | Alacant Pg. Ramiro                                               | 38° 20′ 46″ N, 0° 28′ 43″ O / 38.346107°N,0.478707°O   | RI-51-0009733 | Muralla situada al passeig de Ramiro (Alacant) · Vegeu més fotos d'aquest monument · Carregueu una nova foto d'aquest monument                                      |
| Torre d'Aigua Amarga                                                                    | BIC           | | Alacant Cala dels Borratxos                                      | 38° 18′ 40″ N, 0° 31′ 03″ O / 38.311066°N,0.517508°O   | RI-51-0009710 | Carregueu una nova foto d'aquest monument |
| Torre Àguiles                                                                           | BIC           | | Alacant Camí Platja de Sant Joan                                 | 38° 22′ 06″ N, 0° 26′ 32″ O / 38.368296°N,0.442355°O   | RI-51-0009711 | Torre Àguiles (Alacant) · Vegeu més fotos d'aquest monument · Carregueu una nova foto d'aquest monument                                                             |
| Torre Albereda o Nicolau                                                                | BIC           | Renaixement S.XVI | Alacant Camí d'Alacant a Benimagrell                             |                                                        | RI-51-0009712 | Carregueu una nova foto d'aquest monument |
| Torre Bosch                                                                             | BIC           | | Alacant Camí Cadena                                              | 38° 23′ 06″ N, 0° 25′ 44″ O / 38.384914°N,0.428847°O   | RI-51-0009713 | Carregueu una nova foto d'aquest monument |
| Torre Boter                                                                             | BIC           | S.XVI | Alacant Camí d'Alacant a Benimagrell                             | 38° 22′ 34″ N, 0° 26′ 43″ O / 38.376004°N,0.44516°O    | RI-51-0009714 | Torre Boter (Alacant) · Vegeu més fotos d'aquest monument · Carregueu una nova foto d'aquest monument                                                               |
| Torre Bourguño                                                                          | BIC           | S.XVI | Alacant Caseria de Vall-llonga                                   | 38° 20′ 02″ N, 0° 34′ 25″ O / 38.334013°N,0.573513°O   | RI-51-0009715 | Carregueu una nova foto d'aquest monument |
| Torre Cacholí                                                                           | BIC           | S.XVII-XVIII | Alacant Camí Creu de Pedra                                       | 38° 22′ 39″ N, 0° 26′ 54″ O / 38.377557°N,0.448344°O   | RI-51-0009717 | Torre Cacholí (Alacant) · Vegeu més fotos d'aquest monument · Carregueu una nova foto d'aquest monument                                                             |
| Torre Castell                                                                           | BIC           | | Alacant Camí Albufereta                                          | 38° 21′ 57″ N, 0° 25′ 51″ O / 38.365924°N,0.430786°O   | RI-51-0009718 | Torre Castell (Alacant) · Vegeu més fotos d'aquest monument · Carregueu una nova foto d'aquest monument                                                             |
| Torre de la Vall-llonga                                                                 | BIC           | | Alacant Partida Vall-llonga                                      | 38° 22′ 40″ N, 0° 33′ 48″ O / 38.37769°N,0.563252°O    | 03.32.014-140 | Carregueu una nova foto d'aquest monument |
| Torre del Cap de l'Horta                                                                | BIC           | S.XIX ? | Alacant Propera a la costa                                       | 38° 21′ 12″ N, 0° 24′ 19″ O / 38.353211°N,0.405211°O   | RI-51-0009716 | Torre del Cap de l'Horta (Alacant) · Vegeu més fotos d'aquest monument · Carregueu una nova foto d'aquest monument                                                  |
| Torre del Comte                                                                         | BIC           | | Alacant Camí Horta                                               | 38° 22′ 26″ N, 0° 26′ 23″ O / 38.373875°N,0.439746°O   | RI-51-0009720 | Torre del Comte (Alacant) · Vegeu més fotos d'aquest monument · Carregueu una nova foto d'aquest monument                                                           |
| Torre del Xiprer                                                                        | BIC           | | Alacant Camí Platja de Sant Joan                                 | 38° 22′ 38″ N, 0° 25′ 51″ O / 38.377179°N,0.430762°O   | RI-51-0009719 | Torre del Xiprer (Alacant) · Vegeu més fotos d'aquest monument · Carregueu una nova foto d'aquest monument                                                          |
| Torre Ferrer                                                                            | BIC           | | Alacant Camí Albufereta                                          | 38° 22′ 06″ N, 0° 25′ 40″ O / 38.368318°N,0.427735°O   | RI-51-0009721 | Torre Ferrer (Alacant) · Vegeu més fotos d'aquest monument · Carregueu una nova foto d'aquest monument                                                              |
| Torre Joana                                                                             | BIC           | S.XVI | Alacant Camí Cadena                                              | 38° 23′ 07″ N, 0° 25′ 53″ O / 38.385362°N,0.431323°O   | RI-51-0009722 | Torre Joana (Alacant) · Vegeu més fotos d'aquest monument · Carregueu una nova foto d'aquest monument                                                               |
| Torre Mitja Lliura                                                                      | BIC           | | Alacant Camí Platja de Sant Joan                                 | 38° 22′ 43″ N, 0° 25′ 48″ O / 38.378682°N,0.430088°O   | RI-51-0009723 | Torre Mitja Lliura (Alacant) · Carregueu una nova foto d'aquest monument                                                                                            |
| Torre Plàcida                                                                           | BIC           | Renaixement S.XVI | Alacant Camí Platja de Sant Joan                                 | 38° 22′ 48″ N, 0° 25′ 42″ O / 38.380013°N,0.42824°O    | RI-51-0009724 | Carregueu una nova foto d'aquest monument |
| Torre Reixes                                                                            | BIC           | S.XVI | Alacant Camí d'Alacant a Benimagrell                             | 38° 27′ 40″ N, 0° 20′ 23″ O / 38.461205°N,0.339719°O   | RI-51-0009725 | Torre Reixes (Alacant) · Vegeu més fotos d'aquest monument · Carregueu una nova foto d'aquest monument                                                              |
| Torre Ris                                                                               | BIC           | S.XVI | Alacant Propera a la platja de Sant Joan (desapareguda)          |                                                        | RI-51-0010162 | Carregueu una nova foto d'aquest monument |
| Torre Sant Josep a Tabarca                                                              | BIC           | S.XVIII (1790) | Alacant Illa de Tabarca                                          | 38° 09′ 52″ N, 0° 28′ 31″ O / 38.164359°N,0.475301°O   | RI-51-0009726 | Torre Sant Josep a Tabarca (Alacant) · Vegeu més fotos d'aquest monument · Carregueu una nova foto d'aquest monument                                                |
| Torre de Santa Faç, o Santuari de la Santa Faç                                          | BIC           | S.XVI | Alacant Santuari de la Santa Faç                                 | 38° 23′ 21″ N, 0° 26′ 34″ O / 38.389206°N,0.442707°O   | RI-51-0009727 | Torre Santa Faç (Alacant) · Vegeu més fotos d'aquest monument · Carregueu una nova foto d'aquest monument                                                           |
| Torre Sant Jaume                                                                        | BIC           | S.XVI | Alacant Camí Platja de Sant Joan                                 | 38° 22′ 10″ N, 0° 26′ 19″ O / 38.369552°N,0.438625°O   | RI-51-0009728 | Carregueu una nova foto d'aquest monument |
| Torre Sarrió                                                                            | BIC           | S.XVI (1594) data inscrita | Alacant Camí Platja de Sant Joan                                 | 38° 22′ 15″ N, 0° 26′ 14″ O / 38.370696°N,0.43711°O    | RI-51-0009729 | Torre Sarrió (Alacant) · Vegeu més fotos d'aquest monument · Carregueu una nova foto d'aquest monument                                                              |
| Torre Soto                                                                              | BIC           | S.XVI | Alacant Camí Vell de la Creu de Pedra                            | 38° 23′ 17″ N, 0° 26′ 25″ O / 38.388042°N,0.440402°O   | RI-51-0009730 | Torre Soto (Alacant) · Vegeu més fotos d'aquest monument · Carregueu una nova foto d'aquest monument                                                                |
| Torre Tres Oliveres, Fabián o Guisot                                                    | BIC           | S.XVI | Alacant Camí de la Creu de Pedra a Benimagrell                   | 38° 22′ 48″ N, 0° 26′ 02″ O / 38.380075°N,0.43395°O    | RI-51-0009731 | Carregueu una nova foto d'aquest monument |
| Torre Vil·la Garcia                                                                     | BIC           | S.XVI-XVII | Alacant Camí de la Creu de Pedra a Sant Joan                     | 38° 23′ 01″ N, 0° 26′ 37″ O / 38.383638°N,0.443645°O   | RI-51-0009732 | Torre Vil·la Garcia (Alacant) · Carregueu una nova foto d'aquest monument                                                                                           |
| Conjunt de l'Illa de Tabarca                                                            | BIC           | S.XVIII; S.XIX | Alacant Nova Tabarca                                             | 38° 09′ 52″ N, 0° 28′ 27″ O / 38.164456°N,0.474244°O   | RI-53-0000050 | Conjunt de l'Illa de Tabarca (Alacant) · Vegeu més fotos d'aquest monument · Carregueu una nova foto d'aquest monument                                              |
| Torrassa de la Pólvora                                                                  | BIC           | Construcció romana, restaurada s. XIV, destruïda s. XVIII i recontsruïda segle xxi                                                                                           | Alacant Plaça del Pont, s/n                                      | 38° 20′ 47″ N, 0° 28′ 50″ O / 38.346357°N,0.480480°O   | 03.83.014-236 | Carregueu una nova foto d'aquest monument |
| Porta Ferrissa                                                                          | BIC           | | Alacant                                                          | 38° 20′ 45″ N, 0° 28′ 48″ O / 38.345891°N,0.480075°O   | 03.83.014-237 | Porta Ferrissa (Alacant) · Vegeu més fotos d'aquest monument · Carregueu una nova foto d'aquest monument                                                            |
| Antic monestir de Franciscans, claustre, església i dependències                        | BRL           | Arquitectura medieval Restes | Alacant C. Sant Agustí, Benissaudet                              | 38° 21′ 55″ N, 0° 29′ 30″ O / 38.365376°N,0.491743°O   | 03.32.014-123 | Carregueu una nova foto d'aquest monument |
| Banco Popular                                                                           | BRL           | | Alacant Av. Rambla Méndez Núñez, 12 – c. Major                   | 38° 20′ 40″ N, 0° 29′ 00″ O / 38.344579°N,0.483309°O   | 03.32.014-044 | Banco Popular (Alacant) · Vegeu més fotos d'aquest monument · Carregueu una nova foto d'aquest monument                                                             |
| Casa Campos Carreras                                                                    | BRL           | S.XX (1901) | Alacant Pl. Abat Penalva, 1                                      | 38° 20′ 43″ N, 0° 28′ 58″ O / 38.34526°N,0.48272°O     | 03.32.014-067 | Casa Campos Carreras (Alacant) · Vegeu més fotos d'aquest monument · Carregueu una nova foto d'aquest monument                                                      |
| Casa Carbonell                                                                          | BRL           | S.XX (1920-1925) | Alacant Esplanada d'Espanya 2-4 – c. Sant Ferran                 | 38° 20′ 39″ N, 0° 28′ 52″ O / 38.34422°N,0.481138°O    | 03.32.014-065 | Casa Carbonell (Alacant) · Vegeu més fotos d'aquest monument · Carregueu una nova foto d'aquest monument                                                            |
| Casa Lamaignere                                                                         | BRL           | | Alacant Esplanada d'Espanya, 3                                   | 38° 20′ 39″ N, 0° 28′ 52″ O / 38.34422°N,0.481138°O    | 03.32.014-087 | Casa Lamaignere (Alacant) · Vegeu més fotos d'aquest monument · Carregueu una nova foto d'aquest monument                                                           |
| Convent Caputxins                                                                       | BRL           | | Alacant Enderrocat, era a la zona on ara hi ha el Banc d'Espanya |                                                        | 03.32.014-048 | Carregueu una nova foto d'aquest monument |
| Dos xemeneies a l'avinguda Catedràtic Soler                                             | BRL           | S.XX (1923) | Alacant Av. Catedràtic Soler                                     | 38° 20′ 21″ N, 0° 29′ 54″ O / 38.33908°N,0.49844°O     | 03.32.014-122 | Dos xemeneies a l'avinguda Catedràtic Soler (Alacant) · Vegeu més fotos d'aquest monument · Carregueu una nova foto d'aquest monument                               |
| Edifici Ciutat de Roma                                                                  | BRL           | S.XX (1941-1942) | Alacant C. Rafael Altamira, 1                                    | 38° 20′ 39″ N, 0° 28′ 59″ O / 38.34429°N,0.483018°O    | 03.32.014-051 | Edifici Ciutat de Roma (Alacant) · Vegeu més fotos d'aquest monument · Carregueu una nova foto d'aquest monument                                                    |
| Edifici al carrer de les Monges, 2 i carrer Sant Agustí, 4                              | BRL           | | Alacant C. de les Monges, 2 - c. Sant Agustí, 4                  | 38° 20′ 46″ N, 0° 28′ 53″ O / 38.34609°N,0.481406°O    | 03.32.014-134 | Edifici al carrer de les Monges, 2 i carrer Sant Agustí, 4 (Alacant) · Vegeu més fotos d'aquest monument · Carregueu una nova foto d'aquest monument                |
| Edifici al carrer Miguel Soler, 12                                                      | BRL           | | Alacant C. Miguel Soler, 12                                      | 38° 20′ 43″ N, 0° 28′ 57″ O / 38.34527°N,0.482574°O    | 03.32.014-135 | Edifici al carrer Miguel Soler, 12 (Alacant) · Vegeu més fotos d'aquest monument · Carregueu una nova foto d'aquest monument                                        |
| Edifici al carrer Rafael Altamira, 5-7                                                  | BRL           | | Alacant C. Rafael Altamira, 5 i 7                                | 38° 20′ 40″ N, 0° 28′ 58″ O / 38.34433°N,0.482910°O    | 03.32.014-130 | Edifici al carrer Rafael Altamira, 5-7 (Alacant) · Vegeu més fotos d'aquest monument · Carregueu una nova foto d'aquest monument                                    |
| Edifici al carrer Rafael Altamira, 2                                                    | BRL           | | Alacant C. Rafael Altamira, 2                                    | 38° 20′ 39″ N, 0° 28′ 59″ O / 38.34430°N,0.483029°O    | 03.32.014-129 | Edifici al carrer Rafael Altamira, 2 (Alacant) · Vegeu més fotos d'aquest monument · Carregueu una nova foto d'aquest monument                                      |
| Edifici al carrer Rafael Altamira, 9                                                    | BRL           | | Alacant C. Rafael Altamira, 9                                    | 38° 20′ 41″ N, 0° 28′ 55″ O / 38.34473°N,0.481948°O    | 03.32.014-131 | Edifici al carrer Rafael Altamira, 9 (Alacant) · Vegeu més fotos d'aquest monument · Carregueu una nova foto d'aquest monument                                      |
| Edifici al carrer Sant Ferran, 15                                                       | BRL           | | Alacant C. Sant Ferran, 15                                       | 38° 20′ 39″ N, 0° 28′ 56″ O / 38.34409°N,0.48230°O     | 03.32.014-126 | Edifici al carrer Sant Ferran, 15 (Alacant) · Vegeu més fotos d'aquest monument · Carregueu una nova foto d'aquest monument                                         |
| Edifici al carrer Sant Ferran, 18                                                       | BRL           | | Alacant C. Sant Ferran, 18                                       | 38° 20′ 39″ N, 0° 28′ 56″ O / 38.34406°N,0.48229°O     | 03.32.014-128 | Edifici al carrer Sant Ferran, 18 (Alacant) · Vegeu més fotos d'aquest monument · Carregueu una nova foto d'aquest monument                                         |
| Edifici al carrer Sant Ferran, 19                                                       | BRL           | | Alacant C. Sant Ferran, 19                                       | 38° 20′ 38″ N, 0° 28′ 57″ O / 38.34395°N,0.48260°O     | 03.32.014-125 | Edifici al carrer Sant Ferran, 19 (Alacant) · Vegeu més fotos d'aquest monument · Carregueu una nova foto d'aquest monument                                         |
| Edifici al carrer Sant Ferran, 7                                                        | BRL           | | Alacant C. Sant Ferran, 7                                        | 38° 20′ 40″ N, 0° 28′ 54″ O / 38.34439°N,0.48153°O     | 03.32.014-127 | Edifici al carrer Sant Ferran, 7 (Alacant) · Vegeu més fotos d'aquest monument · Carregueu una nova foto d'aquest monument                                          |
| Edifici al carrer Sant Nicolau, 2-4                                                     | BRL           | | Alacant C. Sant Nicolau, 2 i 4                                   | 38° 20′ 43″ N, 0° 28′ 55″ O / 38.34532°N,0.48196°O     | 03.32.014-132 | Edifici al carrer Sant Nicolau, 2-4 (Alacant) · Vegeu més fotos d'aquest monument · Carregueu una nova foto d'aquest monument                                       |
| Edifici a la plaça de la Santíssima Faç, 1                                              | BRL           | | Alacant Pl. de la Santíssima Faç, 1                              | 38° 20′ 44″ N, 0° 28′ 53″ O / 38.345420°N,0.481517°O   | 03.32.014-133 | Edifici a la plaça de la Santíssima Faç, 1 (Alacant) · Modifica el valor a Wikidata · Vegeu més fotos d'aquest monument · Carregueu una nova foto d'aquest monument |
| Ermita de la Santa Creu (Alacant)                                                       | BRL           | S.XVIII; S.XIX (1830) | Alacant Barri de la Santa Creu                                   | 38° 20′ 52″ N, 0° 28′ 59″ O / 38.347805°N,0.483173°O   | 03.32.014-119 | Ermita de la Santa Creu (Alacant) · Vegeu més fotos d'aquest monument · Carregueu una nova foto d'aquest monument                                                   |
| Ermita de Sant Roc                                                                      | BRL           | S.XVI (1559); S.XIX (1875-1886) reconstrucció | Alacant                                                          | 38° 20′ 50″ N, 0° 28′ 54″ O / 38.34723°N,0.481705°O    | 03.32.014-080 | Ermita de Sant Roc (Alacant) · Vegeu més fotos d'aquest monument · Carregueu una nova foto d'aquest monument                                                        |
| Església parroquial de la Divina Pastora                                                | BRL           | | Alacant Pare Francisco, 2                                        | 38° 22′ 16″ N, 0° 30′ 12″ O / 38.37111°N,0.50320°O     | 03.32.014-108 | Carregueu una nova foto d'aquest monument |
| Església parroquial de la Immaculada Concepció                                          | BRL           | | Alacant Gonzalo Mengual, 3                                       | 38° 21′ 26″ N, 0° 28′ 31″ O / 38.357285°N,0.475341°O   | 03.32.014-105 | Carregueu una nova foto d'aquest monument |
| Església parroquial de la Redempció                                                     | BRL           | | Alacant Pintor Peiret, 12                                        | 38° 22′ 26″ N, 0° 29′ 43″ O / 38.374025°N,0.495232°O   | 03.32.014-111 | Carregueu una nova foto d'aquest monument |
| Església parroquial de la Santíssima Creu                                               | BRL           | | Alacant Av. Albufereta                                           | 38° 21′ 54″ N, 0° 27′ 19″ O / 38.364971°N,0.455304°O   | 03.32.014-107 | Carregueu una nova foto d'aquest monument |
| Església parroquial de Maria Auxiliadora                                                | BRL           | | Alacant Sant Joan Bosco, 12                                      | 38° 20′ 48″ N, 0° 29′ 33″ O / 38.346528°N,0.492537°O   | 03.32.014-117 | Església parroquial de Maria Auxiliadora (Alacant) · Vegeu més fotos d'aquest monument · Carregueu una nova foto d'aquest monument                                  |
| Església parroquial de Maria Mare de l'Església                                         | BRL           | | Alacant Barri de Bonavista                                       |                                                        | 03.32.014-118 | Carregueu una nova foto d'aquest monument |
| Església parroquial de Nostra Senyora de Gràcia                                         | BRL           | | Alacant Pl. Montanyeta, 7                                        | 38° 20′ 41″ N, 0° 29′ 15″ O / 38.344747°N,0.487556°O   | 03.32.014-096 | Església parroquial de Nostra Senyora de Gràcia (Alacant) · Vegeu més fotos d'aquest monument · Carregueu una nova foto d'aquest monument                           |
| Església parroquial de Nostra Senyora de la Misericòrdia                                | BRL           | | Alacant Pl. Hospital Vell, 14                                    | 38° 21′ 06″ N, 0° 29′ 01″ O / 38.351727°N,0.483578°O   | 03.32.014-097 | Església parroquial de Nostra Senyora de la Misericòrdia (Alacant) · Vegeu més fotos d'aquest monument · Carregueu una nova foto d'aquest monument                  |
| Església parroquial de Nostra Senyora de les Virtuts                                    | BRL           | | Alacant                                                          |                                                        | 03.32.014-114 | Carregueu una nova foto d'aquest monument |
| Església parroquial de Nostra Senyora dels Desemparats                                  | BRL           | | Alacant Quars, 4                                                 | 38° 22′ 23″ N, 0° 29′ 08″ O / 38.373081°N,0.485548°O   | 03.32.014-110 | Carregueu una nova foto d'aquest monument |
| Església parroquial de Nostra Senyora del Carme                                         | BRL           | | Alacant Av. Exèrcits Espanyols                                   | 38° 22′ 11″ N, 0° 29′ 00″ O / 38.369663°N,0.483233°O   | 03.32.014-113 | Carregueu una nova foto d'aquest monument |
| Església parroquial de Nostra Senyora del Carme del Rebolledo                           | BRL           | | Alacant Pl. de l'Església                                        | 38° 21′ 02″ N, 0° 36′ 40″ O / 38.350473°N,0.611089°O   | 03.32.014-094 | Carregueu una nova foto d'aquest monument |
| Església parroquial de Nostra Senyora del Roser                                         | BRL           | | Alacant Lira, 11                                                 | 38° 20′ 46″ N, 0° 30′ 31″ O / 38.346249°N,0.508593°O   | 03.32.014-116 | Carregueu una nova foto d'aquest monument |
| Església parroquial de Sant Francesc d'Assís                                            | BRL           | | Alacant C. Àguila, 35                                            | 38° 20′ 54″ N, 0° 30′ 54″ O / 38.34832°N,0.515129°O    | 03.32.014-101 | Carregueu una nova foto d'aquest monument |
| Església parroquial de Sant Francesc Xavier                                             | BRL           | | Alacant Pl. de Magallanes, 6                                     | 38° 20′ 33″ N, 0° 30′ 42″ O / 38.342609°N,0.511768°O   | 03.32.014-102 | Carregueu una nova foto d'aquest monument |
| Església parroquial de Sant Josep                                                       | BRL           | | Alacant Pl. Constitució, el Palamó                               | 38° 23′ 13″ N, 0° 29′ 29″ O / 38.386944°N,0.49125°O    | 03.32.014-095 | Carregueu una nova foto d'aquest monument |
| Església parroquial de Sant Josep de les Carolines                                      | BRL           | | Alacant C. San Jose a Monforte del Cid, 28                       | 38° 21′ 37″ N, 0° 28′ 51″ O / 38.360139°N,0.480972°O   | 03.32.014-106 | Carregueu una nova foto d'aquest monument |
| Església parroquial de Sant Joan Baptista                                               | BRL           | | Alacant Foglietti, 37                                            | 38° 20′ 26″ N, 0° 29′ 58″ O / 38.340574°N,0.499378°O   | 03.32.014-103 | Església parroquial de Sant Joan Baptista (Alacant) · Modifica el valor a Wikidata · Carregueu una nova foto d'aquest monument                                      |
| Església parroquial de Sant Joan d'Àvila                                                | BRL           | | Alacant C. Pintor Lorenzo Casanova, 43                           | 38° 20′ 26″ N, 0° 29′ 34″ O / 38.34051°N,0.492894°O    | 03.32.014-098 | Església parroquial de Sant Joan d'Àvila (Alacant) · Vegeu més fotos d'aquest monument · Carregueu una nova foto d'aquest monument                                  |
| Església parroquial de Sant Pau                                                         | BRL           | | Alacant Aureliano Ibarra, 11                                     | 38° 21′ 32″ N, 0° 29′ 32″ O / 38.358906°N,0.492323°O   | 03.32.014-109 | Carregueu una nova foto d'aquest monument |
| Església parroquial de Sant Pasqual Bailón                                              | BRL           | | Alacant Reis Catòlics, 36                                        | 38° 20′ 30″ N, 0° 29′ 32″ O / 38.3416013°N,0.4921933°O | 03.32.014-099 | Església parroquial de Sant Pasqual Bailón (Alacant) · Vegeu més fotos d'aquest monument · Carregueu una nova foto d'aquest monument                                |
| Església parroquial de Sant Roc                                                         | BRL           | | Alacant C. Sant Roc                                              |                                                        | 03.32.014-100 | Carregueu una nova foto d'aquest monument |
| Església parroquial del Bon Pastor                                                      | BRL           | | Alacant Dr. Ayela, 10                                            | 38° 21′ 19″ N, 0° 28′ 43″ O / 38.355341°N,0.478714°O   | 03.32.014-112 | Carregueu una nova foto d'aquest monument |
| Església parroquial del Salvador                                                        | BRL           | | Alacant Metge Vicente Reyes                                      | 38° 21′ 47″ N, 0° 28′ 25″ O / 38.363133°N,0.473486°O   | 03.32.014-104 | Carregueu una nova foto d'aquest monument |
| Monestir de la Preciosíssima Sang de Crist, o Convent de les Canongesses de Sant Agustí | BRL           | S.XVII-S.XVIII (1697-1734); s.XIX (1800-1805) | Alacant C. Monges, 1                                             | 38° 20′ 46″ N, 0° 28′ 54″ O / 38.346174°N,0.481541°O   | 03.32.014-004 | Carregueu una nova foto d'aquest monument |
| Monestir de la Santa Faç                                                                | BRL           | Barroc S.XVIII (1751-1785) | Alacant Ctra. Alacant - Sant Joan, km 8                          | 38° 23′ 22″ N, 0° 26′ 34″ O / 38.389533°N,0.442664°O   | 03.32.014-039 | Monestir de la Santa Faç (Alacant) · Vegeu més fotos d'aquest monument · Carregueu una nova foto d'aquest monument                                                  |
| Monestir dels Triomfs del Santíssim Sagrament, o Convent Pobres Caputxines              | BRL           | S.XX | Alacant C. Villegas, 2                                           | 38° 20′ 43″ N, 0° 29′ 05″ O / 38.3453912°N,0.4848134°O | 03.32.014-115 | Monestir dels Triomfs del Santíssim Sagrament (Alacant) · Vegeu més fotos d'aquest monument · Carregueu una nova foto d'aquest monument                             |
| Museu de l'Assegurada                                                                   | BRL           | S.XVII (1685) magatzem | Alacant Pl. de Santa Maria, 3                                    | 38° 20′ 46″ N, 0° 28′ 47″ O / 38.34625°N,0.479694°O    | 03.32.014-052 | Museu de l'Assegurada (Alacant) · Vegeu més fotos d'aquest monument · Carregueu una nova foto d'aquest monument                                                     |
| Palau de Die                                                                            | BRL           | S.XIX | Alacant C. Miguel Soler, 22                                      | 38° 20′ 43″ N, 0° 28′ 58″ O / 38.345349°N,0.4827029°O  | 03.32.014-047 | Palau de Die (Alacant) · Vegeu més fotos d'aquest monument · Carregueu una nova foto d'aquest monument                                                              |
| Palau del Marqués del Bosch                                                             | BRL           | | Alacant Major, 40                                                | 38° 20′ 45″ N, 0° 28′ 50″ O / 38.3458624°N,0.4804809°O | 03.32.014-056 | Palau del Marqués del Bosch (Alacant) · Vegeu més fotos d'aquest monument · Carregueu una nova foto d'aquest monument                                               |
| Palau Maisonnave, Arxiu Històric Municipal                                              | BRL           | | Alacant C. Llauradors, 15                                        | 38° 20′ 45″ N, 0° 28′ 59″ O / 38.345947°N,0.4831832°O  | 03.32.014-124 | Palau Maisonnave (Alacant) · Vegeu més fotos d'aquest monument · Carregueu una nova foto d'aquest monument                                                          |
| Palau Marbeuf                                                                           | BRL           | | Alacant C. Maldonado, 5-7                                        | 38° 20′ 47″ N, 0° 28′ 53″ O / 38.346501°N,0.481305°O   | 03.32.014-055 | Palau Marbeuf (Alacant) · Vegeu més fotos d'aquest monument · Carregueu una nova foto d'aquest monument                                                             |
| Passatge Amérigo                                                                        | BRL           | S.XIX (1855) | Alacant C. Major, 24                                             | 38° 20′ 40″ N, 0° 28′ 57″ O / 38.34453°N,0.482594°O    | 03.32.014-046 | Passatge Amérigo (Alacant) · Vegeu més fotos d'aquest monument · Carregueu una nova foto d'aquest monument                                                          |
| Seu de la Presidència de la Generalitat Valenciana (Casa de les Bruixes)                | BRL           | Eclecticisme, modernista S.XIX-XX (1898-1912) | Alacant Av. Dr. Gadea, 10                                        | 38° 20′ 32″ N, 0° 29′ 15″ O / 38.342175°N,0.487508°O   | 03.32.014-037 | Seu de la Presidència de la Generalitat Valenciana (Alacant) · Vegeu més fotos d'aquest monument · Carregueu una nova foto d'aquest monument                        |
| Teatre Principal                                                                        | BRL           | Neoclassicisme S.XIX (1845-1847); S.XX (1905-1911) ampliació; 1978 façana | Alacant Pl. Ruperto Chapí                                        | 38° 20′ 47″ N, 0° 29′ 12″ O / 38.346338°N,0.4865582°O  | 03.32.014-040 | Teatre Principal (Alacant) · Vegeu més fotos d'aquest monument · Carregueu una nova foto d'aquest monument                                                          |
| Finca Morote i sistema de regadiu de la font i la bassa d'Orgègia                       | BRL etnològic | | Alacant Camí del Garbinet a Vista-Alegre, Orgègia                | 38° 22′ 48″ N, 0° 27′ 29″ O / 38.38°N,0.458°O          | 03.32.014-138 | Carregueu una nova foto d'aquest monument |

## Busot
| Monument                                   | Prot.? | Estil/època | Localització                 | Coordenades                                          | Codi?         | Imatge |
| ------------------------------------------ | ------ | ----------- | ---------------------------- | ---------------------------------------------------- | ------------- | --- |
| Castell de Busot                           | BIC    |             | Busot Turó al nord del poble | 38° 29′ 08″ N, 0° 25′ 04″ O / 38.485656°N,0.417661°O | 03.32.046-002 | Castell de Busot · Vegeu més fotos d'aquest monument · Carregueu una nova foto d'aquest monument                                   |
| Torre de Busot                             | BIC    |             | Busot Camí Busot-Aigües      | 38° 29′ 19″ N, 0° 23′ 38″ O / 38.488711°N,0.394°O    | RI-51-0009281 | Carregueu una nova foto d'aquest monument                                                                                          |
| Ermita de Sant Josep                       | BRL    |             | Busot Mont del Calvari       | 38° 29′ 00″ N, 0° 25′ 06″ O / 38.483449°N,0.418398°O | 03.32.046-005 | Carregueu una nova foto d'aquest monument                                                                                          |
| Església parroquial de Sant Llorenç Màrtir | BRL    | S.XVIII     | Busot C. Major               | 38° 29′ 06″ N, 0° 25′ 03″ O / 38.484923°N,0.417425°O | 03.32.046-003 | Església parroquial de Sant Llorenç Màrtir (Busot) · Vegeu més fotos d'aquest monument · Carregueu una nova foto d'aquest monument |

## El Campello
| Monument                                      | Prot.? | Estil/època        | Localització                  | Coordenades                                          | Codi?         | Imatge |
| --------------------------------------------- | ------ | ------------------ | ----------------------------- | ---------------------------------------------------- | ------------- | --- |
| Torre Aigües                                  | BIC    | S.XVI              | El Campello Tossals de Reixes | 38° 27′ 40″ N, 0° 20′ 23″ O / 38.461203°N,0.339739°O | RI-51-0009166 | Torre Aïgues (el Campello) · Vegeu més fotos d'aquest monument · Carregueu una nova foto d'aquest monument                        |
| Torre de la Illeta de l'Horta, o Torre Saleta | BIC    | S.XVI              | El Campello Els Banyets       | 38° 25′ 58″ N, 0° 23′ 02″ O / 38.432778°N,0.383889°O | RI-51-0009165 | Torre de la Illeta de l'Horta (el Campello) · Vegeu més fotos d'aquest monument · Carregueu una nova foto d'aquest monument       |
| Convent dels Mercedaris                       | BRL    | S. XVIII (ca 1740) | El Campello C. Convent        | 38° 26′ 10″ N, 0° 23′ 14″ O / 38.436022°N,0.387215°O | 03.32.050-004 | Convent dels Mercedaris (el Campello) · Vegeu més fotos d'aquest monument · Carregueu una nova foto d'aquest monument             |
| Ermita de Nostra Senyora del Carme            | BRL    |                    | El Campello Av. de la Mar, 17 | 38° 25′ 41″ N, 0° 23′ 28″ O / 38.427938°N,0.391010°O | 03.32.050-007 | Ermita de Nostra Senyora del Carme (el Campello) · Vegeu més fotos d'aquest monument · Carregueu una nova foto d'aquest monument  |
| Església parroquial de Santa Teresa           | BRL    |                    | El Campello Pl. Canalejas, 11 | 38° 25′ 39″ N, 0° 24′ 03″ O / 38.427605°N,0.400918°O | 03.32.050-005 | Església parroquial de Santa Teresa (el Campello) · Vegeu més fotos d'aquest monument · Carregueu una nova foto d'aquest monument |
| Vil·la Marco, o Casa de l'Horta               | BRL    | S.XIX (1899)       | El Campello Camí Marco, 21    | 38° 24′ 11″ N, 0° 24′ 53″ O / 38.40315°N,0.41480°O   | 03.32.050-002 | Vil·la Marco (el Campello) · Vegeu més fotos d'aquest monument · Carregueu una nova foto d'aquest monument                        |
| Nucli històric tradicional del Campello       | BRL    | S.XIX (1899)       | El Campello                   |                                                      | 03.32.050-009 | Carregueu una nova foto d'aquest monument                                                                                         |

## Mutxamel
| Monument                                       | Prot.? | Estil/època                                                              | Localització                       | Coordenades                                          | Codi?         | Imatge |
| ---------------------------------------------- | ------ | ------------------------------------------------------------------------ | ---------------------------------- | ---------------------------------------------------- | ------------- | --- |
| Església parroquial del Salvador               | BIC    | Barroc S.XVI (1513) primera església; S.XVIII actuals església i capella | Mutxamel C. Mestre Sala Marco      | 38° 24′ 50″ N, 0° 26′ 43″ O / 38.413945°N,0.445202°O | RI-51-0012176 | Església parroquial del Salvador (Mutxamel) · Vegeu més fotos d'aquest monument · Carregueu una nova foto d'aquest monument               |
| Torre de les Paulines                          | BIC    | S.XVI-XVII; (1560) data inscrita a l'interior                            | Mutxamel Ctra. cap al Club de Camp | 38° 23′ 51″ N, 0° 27′ 34″ O / 38.397517°N,0.459484°O | RI-51-0009267 | Torre de les Paulines (Mutxamel) · Vegeu més fotos d'aquest monument · Carregueu una nova foto d'aquest monument                          |
| Torre de Mutxamel                              | BIC    | Principis S.XVI                                                          | Mutxamel C. Mestre Sala Marco, 20  | 38° 24′ 50″ N, 0° 26′ 42″ O / 38.413838°N,0.44513°O  | RI-51-0009268 | Torre de Mutxamel · Carregueu una nova foto d'aquest monument                                                                             |
| Torre Ferraz, Torre Mira                       | BIC    | S.XVI                                                                    | Mutxamel Pl. Sant Roc, 4           | 38° 24′ 59″ N, 0° 26′ 47″ O / 38.416309°N,0.446336°O | RI-51-0009262 | Torre Ferraz (Mutxamel) · Vegeu més fotos d'aquest monument · Carregueu una nova foto d'aquest monument                                   |
| Jardí de la finca Casa de Ferraz               | BIC    |                                                                          | Mutxamel Pl. Sant Roc, 4           | 38° 24′ 58″ N, 0° 26′ 49″ O / 38.416075°N,0.446934°O | RI-52-0000036 | Jardí de la finca Casa de Ferraz (Mutxamel) · Vegeu més fotos d'aquest monument · Carregueu una nova foto d'aquest monument               |
| Jardí i Palau de Penya-serrada                 | BIC    | Neoclasicista S.XVIII                                                    | Mutxamel Pl. Poble Nou             | 38° 25′ 14″ N, 0° 27′ 04″ O / 38.420666°N,0.451061°O | RI-52-0000088 | Jardí i Palau de Penya-serrada (Mutxamel) · Vegeu més fotos d'aquest monument · Carregueu una nova foto d'aquest monument                 |
| Església del convent de Sant Francesc de Paula | BRL    | S.XVII (1642) data inscrita en la façana                                 | Mutxamel C. Sant Francesc          | 38° 25′ 04″ N, 0° 26′ 55″ O / 38.417731°N,0.448509°O | 03.32.090-001 | Església del convent de Sant Francesc de Paula (Mutxamel) · Vegeu més fotos d'aquest monument · Carregueu una nova foto d'aquest monument |

## Sant Joan d'Alacant
| Monument                                         | Prot.? | Estil/època                                                                            | Localització                                              | Coordenades                                          | Codi?         | Imatge |
| ------------------------------------------------ | ------ | -------------------------------------------------------------------------------------- | --------------------------------------------------------- | ---------------------------------------------------- | ------------- | --- |
| Torre d'Ansaldo                                  | BIC    | S.XVI                                                                                  | Sant Joan d'Alacant Parc Ansaldo, 52                      | 38° 24′ 40″ N, 0° 26′ 04″ O / 38.411021°N,0.434491°O | RI-51-0009286 | Carregueu una nova foto d'aquest monument |
| Torre de Bonança                                 | BIC    |                                                                                        | Sant Joan d'Alacant Pròxima a la ctra. Sant Joan - Tànger | 38° 24′ 04″ N, 0° 26′ 36″ O / 38.401029°N,0.44345°O  | RI-51-0009285 | Torre de Bonança (Sant Joan d'Alacant) · Vegeu més fotos d'aquest monument · Carregueu una nova foto d'aquest monument                          |
| Torre de la Cadena                               | BIC    | S.XVI-XIX                                                                              | Sant Joan d'Alacant Ctra. N-332 a Alacant                 | 38° 23′ 07″ N, 0° 25′ 53″ O / 38.385378°N,0.431338°O | RI-51-0010120 | Torre de la Cadena (Sant Joan d'Alacant) · Vegeu més fotos d'aquest monument · Carregueu una nova foto d'aquest monument                        |
| Torre Salafranca                                 | BIC    | Renaixement S.XVI                                                                      | Sant Joan d'Alacant Partida de Lloixa                     | 38° 24′ 12″ N, 0° 26′ 41″ O / 38.403254°N,0.44465°O  | RI-51-0009284 | Torre Salafranca (Sant Joan d'Alacant) · Vegeu més fotos d'aquest monument · Carregueu una nova foto d'aquest monument                          |
| Abril, o Casa de la Huerta                       | BRL    | Modernista S.XX (ca 1920)                                                              | Sant Joan d'Alacant C. Sant Antoni                        | 38° 24′ 39″ N, 0° 25′ 27″ O / 38.41078°N,0.42415°O   | 03.32.119-011 | Abril (Sant Joan d'Alacant) · Vegeu més fotos d'aquest monument · Carregueu una nova foto d'aquest monument                                     |
| Buena Vista                                      | BRL    | S.XX                                                                                   | Sant Joan d'Alacant C. Ramón de Campoamor                 | 38° 23′ 32″ N, 0° 26′ 19″ O / 38.39222°N,0.43860°O   | 03.32.119-013 | Buena Vista (Sant Joan d'Alacant) · Vegeu més fotos d'aquest monument · Carregueu una nova foto d'aquest monument                               |
| El Conde                                         | BRL    | S.XVI-XVII                                                                             | Sant Joan d'Alacant Partida de Canelles                   | 38° 24′ 28″ N, 0° 26′ 32″ O / 38.40778°N,0.442142°O  | 03.32.119-014 | Carregueu una nova foto d'aquest monument |
| Ermita de la Mare de Déu de Loreto               | BRL    |                                                                                        | Sant Joan d'Alacant c.Ramón de Campoamor                  | 38° 23′ 34″ N, 0° 26′ 20″ O / 38.39271°N,0.43887°O   | 03.32.119-022 | Ermita de la Mare de Déu de Loreto (Sant Joan d'Alacant) · Vegeu més fotos d'aquest monument · Carregueu una nova foto d'aquest monument        |
| Ermita de Sant Roc                               | BRL    |                                                                                        | Sant Joan d'Alacant C. Benimagrell                        | 38° 23′ 34″ N, 0° 25′ 52″ O / 38.392893°N,0.431147°O | 03.32.119-021 | Ermita de Sant Roc (Sant Joan d'Alacant) · Vegeu més fotos d'aquest monument · Carregueu una nova foto d'aquest monument                        |
| Ermita de Santa Anna                             | BRL    | S.XVI                                                                                  | Sant Joan d'Alacant C. Ermita, 14 (davant)                | 38° 24′ 10″ N, 0° 26′ 43″ O / 38.402792°N,0.445328°O | 03.32.119-002 | Ermita de Santa Anna (Sant Joan d'Alacant) · Vegeu més fotos d'aquest monument · Carregueu una nova foto d'aquest monument                      |
| Ermita de Villa Flora                            | BRL    |                                                                                        | Sant Joan d'Alacant Prop del camí de Lloixa               | 38° 23′ 49″ N, 0° 26′ 43″ O / 38.396859°N,0.445333°O | 03.32.119-020 | Ermita de Villa Flora (Sant Joan d'Alacant) · Vegeu més fotos d'aquest monument · Carregueu una nova foto d'aquest monument                     |
| Ermita del Calvari                               | BRL    |                                                                                        | Sant Joan d'Alacant Prop del c. Ermita                    | 38° 24′ 08″ N, 0° 26′ 50″ O / 38.402270°N,0.447342°O | 03.32.119-006 | Ermita del Calvari (Sant Joan d'Alacant) · Vegeu més fotos d'aquest monument · Carregueu una nova foto d'aquest monument                        |
| Ermita Verge del Roser                           | BRL    |                                                                                        | Sant Joan d'Alacant Camí de Marco (Fabraquer)             |                                                      | 03.32.119-023 | Carregueu una nova foto d'aquest monument |
| Finca Villós                                     | BRL    |                                                                                        | Sant Joan d'Alacant                                       | 38° 23′ 42″ N, 0° 26′ 40″ O / 38.39488°N,0.44435°O   | 03.32.119-012 | Carregueu una nova foto d'aquest monument |
| Església parroquial de Sant Joan Baptista        | BRL    | Neoclassicisme S.XVII (1601) data inscrita en l'atri; S.XVIII (1742) capella del Crist | Sant Joan d'Alacant C. Comandant Seva, 1                  | 38° 24′ 05″ N, 0° 26′ 11″ O / 38.401505°N,0.436377°O | 03.32.119-009 | Església parroquial de Sant Joan Baptista (Sant Joan d'Alacant) · Vegeu més fotos d'aquest monument · Carregueu una nova foto d'aquest monument |
| La Concepció                                     | BRL    | S.XVIII                                                                                | Sant Joan d'Alacant Carretera de Tànger                   | 38° 24′ 05″ N, 0° 26′ 23″ O / 38.401259°N,0.439773°O | 03.32.119-015 | Carregueu una nova foto d'aquest monument |
| La Princesa o Casa de la Princesa                | BRL    | S.XVIII                                                                                | Sant Joan d'Alacant Camí Princesa                         | 38° 24′ 54″ N, 0° 25′ 39″ O / 38.414918°N,0.427403°O | 03.32.119-007 | Carregueu una nova foto d'aquest monument |
| Manzaneta                                        | BRL    | S.XIX                                                                                  | Sant Joan d'Alacant Carretera a Tànger                    | 38° 24′ 02″ N, 0° 26′ 24″ O / 38.400455°N,0.440076°O | 03.32.119-017 | Carregueu una nova foto d'aquest monument |
| Nucli tradicional central de Sant Joan d'Alacant | BRL    |                                                                                        | Sant Joan d'Alacant                                       | 38° 24′ 06″ N, 0° 26′ 09″ O / 38.4017°N,0.4358°O     | 03.32.119-018 | Carregueu una nova foto d'aquest monument |
| Nucli històric tradicional de Benimagrell        | BRL    |                                                                                        | Sant Joan d'Alacant                                       | 38° 23′ 35″ N, 0° 25′ 55″ O / 38.3931°N,0.4319°O     | 03.32.119-019 | Carregueu una nova foto d'aquest monument |

## Sant Vicent del Raspeig
| Monument                                                            | Prot.?        | Estil/època                        | Localització                                              | Coordenades                                          | Codi?         | Imatge |
| ------------------------------------------------------------------- | ------------- | ---------------------------------- | --------------------------------------------------------- | ---------------------------------------------------- | ------------- | --- |
| Ermita de Nostra Senyora del Carme, o Ermita del Pou de Sant Antoni | BRL           |                                    | Sant Vicent del Raspeig Partida Pla de la Olivera         | 38° 26′ 29″ N, 0° 33′ 24″ O / 38.441521°N,0.556787°O | 03.32.122-004 | Carregueu una nova foto d'aquest monument |
| Església parroquial Sant Vicent Ferrer                              | BRL           | S.XVI (1560) origen; S.XVIII obres | Sant Vicent del Raspeig Pl. Ajuntament                    | 38° 23′ 47″ N, 0° 31′ 31″ O / 38.396487°N,0.525179°O | 03.32.122-001 | Església parroquial Sant Vicent Ferrer (Sant Vicent del Raspeig) · Vegeu més fotos d'aquest monument · Carregueu una nova foto d'aquest monument |
| Xirau, venta i ermita                                               | BRL           |                                    | Sant Vicent del Raspeig Carretera Castalla, partida Xirau | 38° 28′ 25″ N, 0° 35′ 39″ O / 38.473679°N,0.594258°O | 03.32.122-005 | Carregueu una nova foto d'aquest monument |
| Almàssera dels Assegadors                                           | BRL etnològic |                                    | Sant Vicent del Raspeig Av. de la Llibertat               | 38° 24′ 01″ N, 0° 30′ 55″ O / 38.400343°N,0.515214°O | 03.32.122-003 | Almàssera dels Assegadors (Sant Vicent del Raspeig) · Vegeu més fotos d'aquest monument · Carregueu una nova foto d'aquest monument              |
| Conjunt carrer Major, plaça d'Espanya i carrer Domínguez Margarit   | BRL           |                                    | Sant Vicent del Raspeig                                   |                                                      | 03.32.122-006 | Carregueu una nova foto d'aquest monument |

## La Torre de les Maçanes
| Monument                            | Prot.? | Estil/època                | Localització                                        | Coordenades                                          | Codi?         | Imatge |
| ----------------------------------- | ------ | -------------------------- | --------------------------------------------------- | ---------------------------------------------------- | ------------- | --- |
| Torre de Maçanes o Torre Gran       | BIC    | S.XII-XIII                 | La Torre de les Maçanes C. Castell, 20              | 38° 36′ 24″ N, 0° 25′ 06″ O / 38.606673°N,0.418281°O | RI-51-0009153 | Torre de Maçanes (la Torre de les Maçanes) · Vegeu més fotos d'aquest monument · Carregueu una nova foto d'aquest monument |
| Vil·la Edelmira o Masia fortificada | BIC    | S.XIX                      | La Torre de les Maçanes Circumval·lació del Castell | 38° 36′ 17″ N, 0° 25′ 06″ O / 38.604854°N,0.418197°O | 03.32.132-003 | Carregueu una nova foto d'aquest monument                                                                                  |
| Església parroquial de Santa Anna   | BRL    | Neoclassicisme S.XVIII-XIX | La Torre de les Maçanes Pl. de la Iglesia           | 38° 36′ 25″ N, 0° 25′ 08″ O / 38.607024°N,0.418969°O | 03.32.132-002 | Església parroquial de Santa Anna (la Torre de les Maçanes) · Carregueu una nova foto d'aquest monument                    |

## Xixona
| Monument                                                                  | Prot.? | Estil/època                                         | Localització                                                             | Coordenades                                          | Codi?         | Imatge |
| ------------------------------------------------------------------------- | ------ | --------------------------------------------------- | ------------------------------------------------------------------------ | ---------------------------------------------------- | ------------- | --- |
| Castell i muralles de Xixona o Castell de la Torre Grossa                 | BIC    | S.XII-XIII; S.XVI reconstrucció                     | Xixona Ctra. a Tibi                                                      | 38° 32′ 18″ N, 0° 30′ 32″ O / 38.538292°N,0.508981°O | RI-51-0011349 | Castell i muralles de Xixona · Vegeu més fotos d'aquest monument · Carregueu una nova foto d'aquest monument                                                                 |
| Antic convent de Nostra Senyora de Loreto, antic Convent de Sant Francesc | BRL    | S.XVI (1592) fundació; S.XVIII (1734) reconstrucció | Xixona Pl. del Convent, 3                                                | 38° 32′ 32″ N, 0° 30′ 24″ O / 38.542359°N,0.506737°O | 03.32.083-006 | Antic convent de Nostra Senyora de Loreto (Xixona) · Modifica el valor a Wikidata · Vegeu més fotos d'aquest monument · Carregueu una nova foto d'aquest monument            |
| Ermita de Santa Bàrbara                                                   | BRL    | documentada s.XVI                                   | Xixona Part alta d'una penya dominant l'entrada de la ciutat pel sud-est | 38° 31′ 51″ N, 0° 30′ 09″ O / 38.53080°N,0.50237°O   | 03.32.083-005 | Carregueu una nova foto d'aquest monument |
| Església Gòtica o Església vella                                          | BRL    | Gòtic s.XIII                                        | Xixona Pl. Nova                                                          | 38° 32′ 20″ N, 0° 30′ 29″ O / 38.539002°N,0.508129°O | 03.32.083-007 | Església Gòtica (Xixona) · Vegeu més fotos d'aquest monument · Carregueu una nova foto d'aquest monument                                                                     |
| Església parroquial de Nostra Senyora de l'Assumpció                      | BRL    | S.XVI (1590) inici; S.XVII (ca 1616); S.XX          | Xixona C. Vila                                                           | 38° 32′ 22″ N, 0° 30′ 28″ O / 38.539390°N,0.507853°O | 03.32.083-001 | Església parroquial de Nostra Senyora de l'Assumpció (Xixona) · Modifica el valor a Wikidata · Vegeu més fotos d'aquest monument · Carregueu una nova foto d'aquest monument |

El pantà de Tibi està entre els municipis de Tibi i Xixona, compartit amb la comarca de l'Alcoià. Vegeu també la llista de monuments de l'Alcoià.